# Shaun Fleming
Shaun Michael Fleming (Westlake Village, 31 maggio 1987) è un doppiatore, attore e musicista statunitense.
Ha iniziato la sua attività nel 1996 sia come attore che come doppiatore.
Come doppiatore è conosciuto per aver doppiato Max in Topolino e la magia del Natale.
Ha anche interpretato il duplice ruolo dei gemelli Tim e Jim Possible nella serie televisiva Kim Possible dalla stagione 1 alla stagione 3, per poi essere sostituito da Spencer Fox.
È stato in passato batterista del gruppo musicale Foxygen.

## Filmografia parziale

### Attore
- Jeepers Creepers 2, regia di Victor Salva (2003)

### Doppiatore
- Topolino e la magia del Natale (1999)
- Kim Possible (2002-2006)
- Il re leone 3 - Hakuna Matata (2004)